# 福田又一
福田 又一（ふくだ またいち、1864年9月10日〈元治元年8月10日〉 - 1939年〈昭和14年〉1月25日）は、日本の衆議院議員（憲政本党→立憲国民党→無所属団→立憲同志会→憲政会）、弁護士。

## 経歴
武蔵国横見郡前河内村（その後埼玉県比企郡南吉見村を経て、現在の吉見町）に、福田沢吉の二男として生まれる。1882年（明治25年）、埼玉県立中等師範学校漢学部に入学し、1885年（明治18年）に東京師範学校に入学した。しかし法学・経済学を学ぶため英吉利法律学校（現在の中央大学）に転じ、1888年（明治21年）に卒業した。1891年（明治24年）に代言人の資格を得て、開業した。
1902年（明治35年）9月の補欠選挙で東京市選出の東京府会議員に当選した。1903年（明治36年）9月から2期目になったが、1905年（明治38年）8月に辞職した。同年6月から神田区選出の東京市会議員となった。1907年（明治40年）1月24日から1909年（明治42年）7月17日まで東京市会副議長を務めた。市会議員は2期務めて、1911年（明治44年）5月に退任した。1922年（大正11年）6月に再び市会議員となった。2期務めて、1928年（昭和3年）12月21日の議会解散で退任した。
1908年（明治41年）の第10回衆議院議員総選挙に出馬し、当選。3期務めた。
その他、神田区会議長も務めた。